# Блатна перушина
Блатната перушина (Hottonia palustris), също блатна перуника, е многогодишно тревисто плаващо растение от семейство Игликови, регионално изчезнал вид за България, включен в Червената книга на България и в Закона за биологичното разнообразие. Растението е включено и в списъка на лечебните растения съгласно Закона за лечебните растения.

## Описание
Представява многогодишно тревисто плаващо растение с нишковидни неприкрепени корени. Стъблото му е с височина 20 – 40 cm. То е изправено и червеникавожлезисто. Листата му са подводни и плуващи, перестонаделени, отгоре голи, а отдолу – разреденожлезисти. Цветните му дръжки са жлезистовлакнести, при прецъфтяване – удължаващи се незначително. Чашката му е с 5 заострени жлезистовлакнести дяла. Цветовете са многобройни, събрани в последователни прешлени, виолетови на цвят. Плодът е многостенна и грубо мрежеста кутийка. Цъфти през май-юни и плодоноси през юни-юли. Размножава се със семена и вегетативно.

## Разпространение
Видът е разпространен в Европа, Централна Азия и Северна Америка. В България е обитавал бавно течащи, плитки сладки води и блата. Срещал се единствено в Казиченското блато, като за последно се събрани екземпляри от вида през 1915 г. Пресушаването на блатото води до изчезване на единствената популация в България.